# Very Little Nightmares
Very Little Nightmares est un jeu vidéo mobile d'horreur et de réflexion développé par Alike Studio et édité par Bandai Namco Entertainment, sorti le 30 mai 2019 sur iOS et la même année sur Android.
Le jeu constitue une préquelle à Little Nightmares, sorti en 2017,. Il consiste à suivre l'aventure d'une fillette en ciré jaune, appelée Five par la communauté[réf. nécessaire], qui doit s'échapper de la Tanière, un manoir dont les habitants sont monstrueux,.

## Système de jeu
Very Little Nightmares est un jeu mobile de réflexion et d'horreur qui dispose de mécaniques de pointer-cliquer puisque le joueur contrôle l'avatar en vue isométrique en touchant l'écran afin d'interagir avec les éléments du décor. Il se décompose de dix-huit chapitres qui recèlent d'énigmes à résoudre.

## Développement et commercialisation
En 2017 sort sur console le jeu Little Nightmares de Tarsier Studio et qui rencontre un certain succès critique et commercial. En juin 2019, Bandai Namco Entertainment, qui détient les droits de licence du jeu profite de l'édition 2019 de la gamescom, pour annoncer son souhait d'étoffer la franchise avec la suite Little Nightmares 2 pour 2020. En parallèle à ce projet, il confie le développement d'un jeu mobile au studio espagnol Alike Studio, qui est notamment connu pour Bring You Home, et qui sert de préquelle à Little Nightmares.
La phase de précommande de Very Little Nightmares sur iOS débute quelques semaines avant son lancement via l'Apple Store au 30 mai 2019. Un portage du jeu sur Android depuis la boutique Google Play sort en fin d'année 2019.